# 1811 no Brasil
Esta é uma cronologia dos acontecimentos do ano 1811 no Brasil.

## Eventos
- Abertura das primeiras manufaturas no Brasil: uma fábrica de ferro em São Paulo e outra em Minas Gerais.
- Inicia-se a Primeira Campanha da Cisplatina, invasão luso-brasileira da Cisplatina, cujos populares encontravam-se então a se rebelar contra o governo uruguaio espanhol. Mandatada por D. João VI, então sediado no Rio de Janeiro.[1] Ocorre quando na Europa, um Portugal devastado pela Guerra Peninsular tinha recentemente rechaçado os invasores franceses do território, em Espanha estando instalado um Bonaparte.